# Exit to Eden (film)
Exit to Eden is een Amerikaanse komische misdaadfilm uit 1994, geregisseerd door Garry Marshall naar een scenario van Deborah Amelon en Bob Brunner, gebaseerd op de gelijknamige roman van Anne Rice.

## Verhaal
Elliot Slater, een jonge fotograaf, nam per ongeluk de foto van een diamantsmokkelaar wiens gezicht niemand kent. Hij vertrekt kort daarna op vakantie naar het eiland Club Eden, een seksueel paradijs waar toeristen worden uitgenodigd om al hun fantasieën te bevredigen. Om deze compromitterende foto terug te krijgen, gaat de gangster, vergezeld van zijn geweldige en wrede handlanger Nina, ook naar dit eiland. Uiteindelijk infiltreren twee rechercheurs uit Los Angeles, op jacht naar de fotograaf en de boeven, Club Eden incognito en ontdekken een wereld die ze zich in hun stoutste dromen niet eens hadden voorgesteld.

## Rolverdeling
| Acteur               | Personage          |
| -------------------- | ------------------ |
| Dana Delany          | Lisa Emerson       |
| Paul Mercurio        | Elliot Slater      |
| Rosie O'Donnell      | Sheila Kingston    |
| Dan Aykroyd          | Fred Lavery        |
| Héctor Elizondo      | Dr. Martin Helifax |
| Stuart Wilson        | Omar               |
| Iman Abdulmajid      | Nina Blackstone    |
| Sean O'Bryan         | Tommy Miller       |
| Stephanie Niznik     | Diana              |
| Phil Redrow          | Richard            |
| Sandra Taylor        | Riba               |
| Julie Hughes         | Julie              |
| Laura Harring        | M.C. Kindra        |
| Deborah Pratt        | Dr. Williams       |
| Laurelle Mehus       | Heidi              |
| Tom Hines            | Nolan              |
| Alison Moir          | Kitty              |
| James Patrick Stuart | James              |
| Rosemary Forsyth     | Mrs. Brady         |
| John Schneider       | Professor Collins  |
| Donna Dixon          | Bonnie             |
| Don Hood             | Lisa's vader       |
| Rio Hackford         | klant              |
| Mel Novak            |                    |
| Bonnie Aarons        | prostituée         |
| Lynda Goodfriend     | Linda              |

## Ontvangst
Op Rotten Tomatoes heeft Exit to Eden een waarde van 5% en een gemiddelde score van 3,2/10, gebaseerd op 19 recensies.

## Prijzen en nominaties
| Westrijd                      | Categorie                | Ontvanger(s)                  | Resultaat   | Ref.  |
| ----------------------------- | ------------------------ | ----------------------------- | ----------- | ----- |
| Golden Raspberry Awards 1994  | Worst Supporting Actress | Rosie O'Donnell               | Genomineerd | [ 3 ] |
| Golden Raspberry Awards 1994  | Worst Supporting Actor   | Dan Aykroyd                   | Genomineerd | [ 3 ] |
| Golden Raspberry Awards 1994  | Worst Screen Coupe       | Dan Aykroyd en Rosie O'Donell | Genomineerd | [ 3 ] |
| DFWFCA Award                  | Worst Film               |                               | Gewonnen    |       |
| The Stinkers Bad Movie Awards | Worst Actress            | Rosie O'Donnel                | Genomineerd |       |